# Miletus pyane
Miletus pyane is een vlinder uit de familie van de Lycaenidae. De wetenschappelijke naam van de soort is voor het eerst geldig gepubliceerd in 1914 door Waterhouse & Lyell.